# Jutta Gauss
Jutta Gauss es una deportista alemana que compitió para la RFA en taekwondo. Ganó una medalla de bronce en el Campeonato Europeo de Taekwondo de 1980 en la categoría de +67 kg.

## Palmarés internacional
| Campeonato Europeo | Campeonato Europeo     | Campeonato Europeo | Campeonato Europeo |
| Año                | Lugar                  | Medalla            | Categoría          |
| ------------------ | ---------------------- | ------------------ | ------------------ |
| 1980               | Copenhague (Dinamarca) | Medalla de bronce  | +67 kg             |